# Sydenham (Sydney)
Sydenham – dzielnica, położona na terenie samorządu lokalnego Marrickville, wchodzącego w skład aglomeracji Sydney, w stanie Nowa Południowa Walia, w Australii.